# نيلسون هاردي
نيلسون هاردي (بالإنجليزية: Nelson Hardy)‏ هو لاعب دوري الرغبي أسترالي، ولد في 1906، وتوفي في 1993.